# Reuma
Reuma, in de betekenis waarin huisartsen en specialisten (reumatologen) het woord gebruiken, omvat aandoeningen waarbij het lichaam een immuunreactie (afweerreactie) geeft tegen normaal, eigen lichaamsweefsel. Dit resulteert vaak in ontstekingen, hoewel reuma niet altijd gepaard gaat met een ontsteking. Verreweg de meest voorkomende vorm van reuma is reumatoïde artritis (RA). Dat is een progressieve auto-immuunziekte waarbij de immuunreactie zich richt tegen de gewrichten of de omliggende peesscheden en slijmbeurzen, die dus ontstoken raken. Ongeveer 420.000 mensen in Nederland hebben reumatoïde artritis.
Een veel minder vaak voorkomende vorm van reuma, waarbij dus ook sprake is van een auto-immuunproces of -stoornis leidend tot ontstekingen, is systemische lupus erythematodes (SLE).

## ReumaNederland
De organisatie ReumaNederland houdt zich niet aan bovengenoemde, door de artsen in Nederland algemeen gehanteerde betekenis van reuma, maar hanteert een andere betekenis, namelijk: álle aandoeningen die men kan hebben aan het bewegingsapparaat (gewrichten en de omliggende pezen, gewrichtsbanden en spieren) uitgezonderd klachten ten gevolge van een ongeval.
Onder die definitie vallen dus de patiënten met reumatoïde artritis (420.000 in Nederland), maar ook de patiënten met artrose (gewrichtsslijtage; 1,1 miljoen mensen) en die met fibromyalgie (diffuse pijn in spieren, banden, pezen en kapsel om gewrichten, doorgaans zonder ontsteking; 240.000 mensen in Nederland).
De organisatie ReumaNederland zegt zich tot doel te stellen: "Te zorgen dat mensen niet meer getroffen kunnen worden door de persoonlijke rampspoed die reuma heet". Enkele van de ruim honderd aandoeningen die ReumaNederland aldus schaart onder zijn definitie van reuma, zijn dus:
- reumatoïde artritis
- artrose
- fibromyalgie

en verder:
- polychondritis recidivans
- acuut reuma
- ziekte van Bechterew
- jicht
- arthritis psoriatica
- gemengde bindweefselziekte
- systemische lupus erythematodes
- sclerodermie
- syndroom van Tietze

## Etymologie
Het Oudgriekse woord ῥεῦμα [rheûma] betekent: (1) stroom, rivier(bedding); (2) menigte, verwarring, heftigheid, chaos, enz.; (3) ziekteverwekkende vloeistof. In die laatste betekenis gebruikten de oude Grieken het woord rheûma al voor wat wij nu nog steeds reuma noemen (zie boven).